# Bunkeren

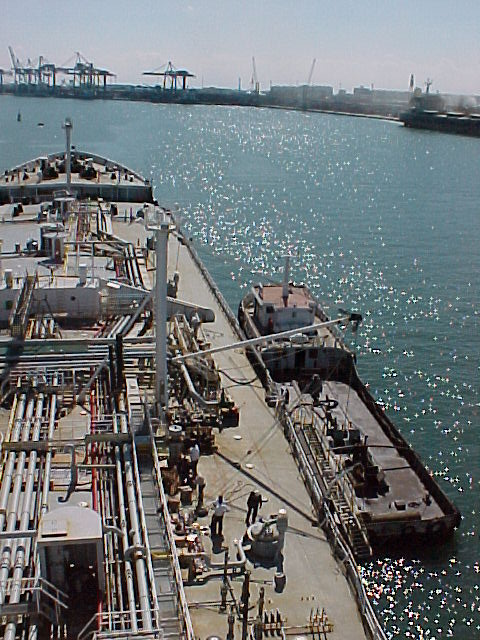
Tanker die bunkeroperatie aan het uitvoeren is.

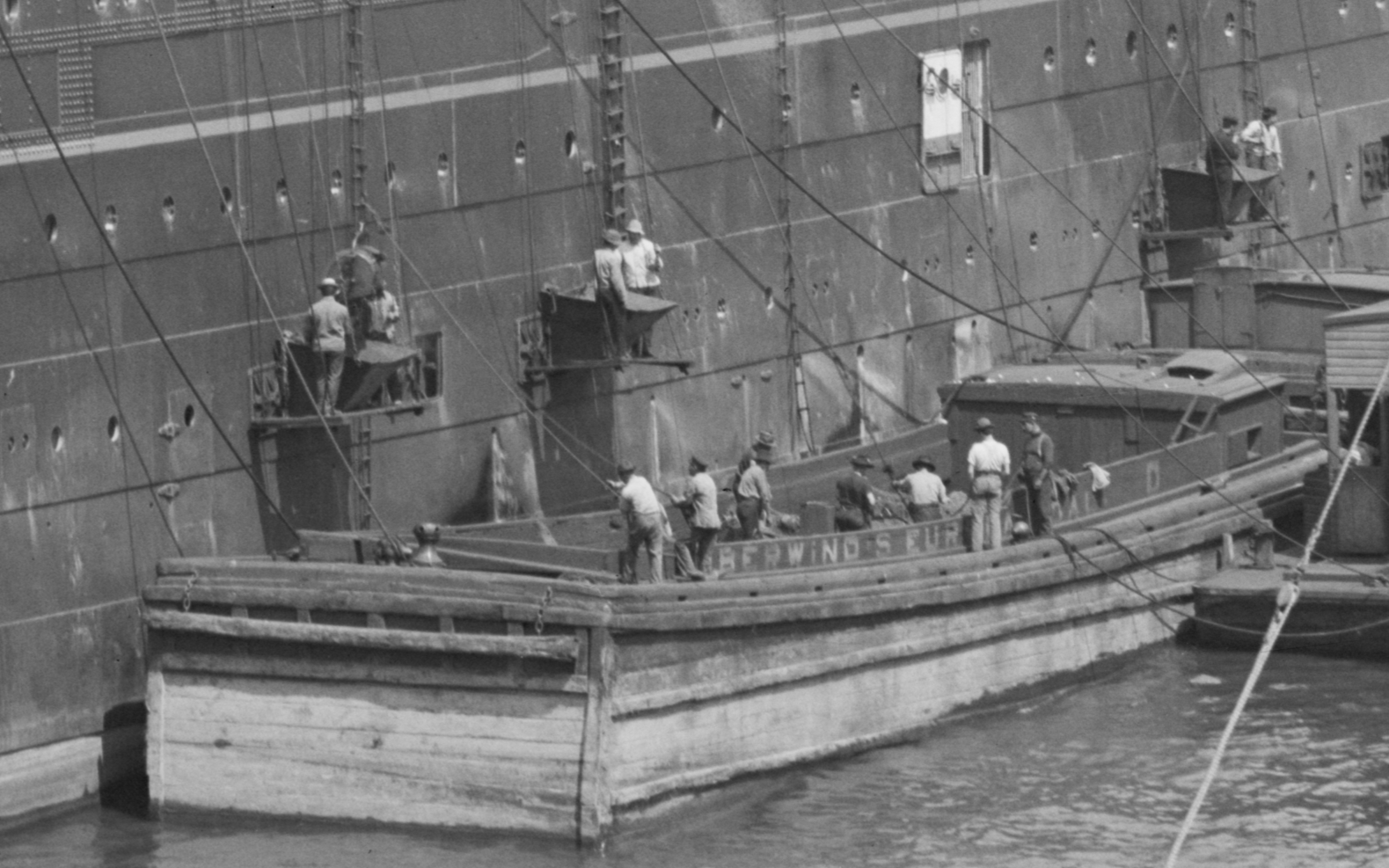
Bunkeren in het verleden: laden van steenkool in de bunkers via speciale gaten in de romp.

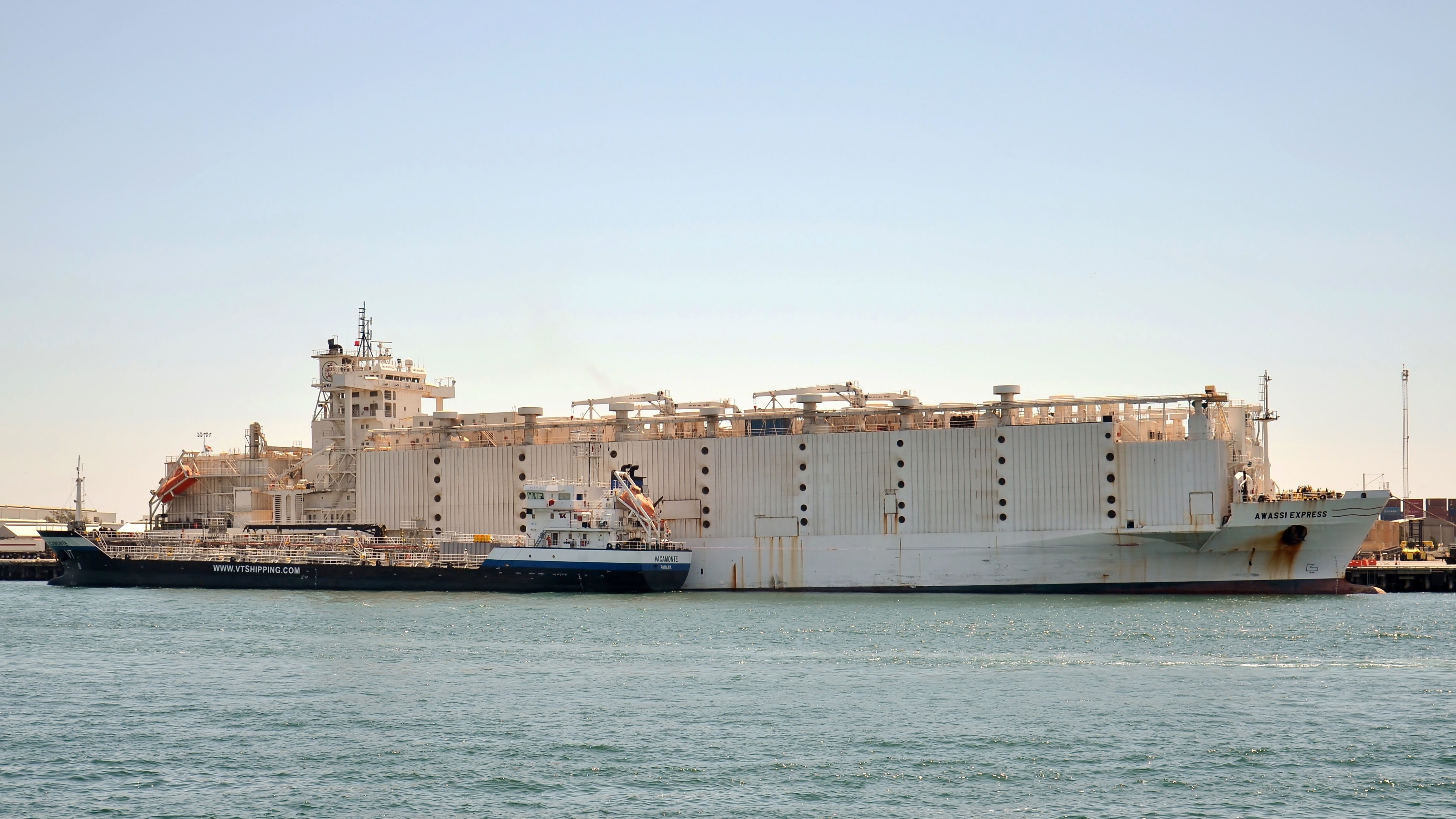
De Awassi Express, een veeschip dat aan het bunkeren is in Fremantle, Australië.

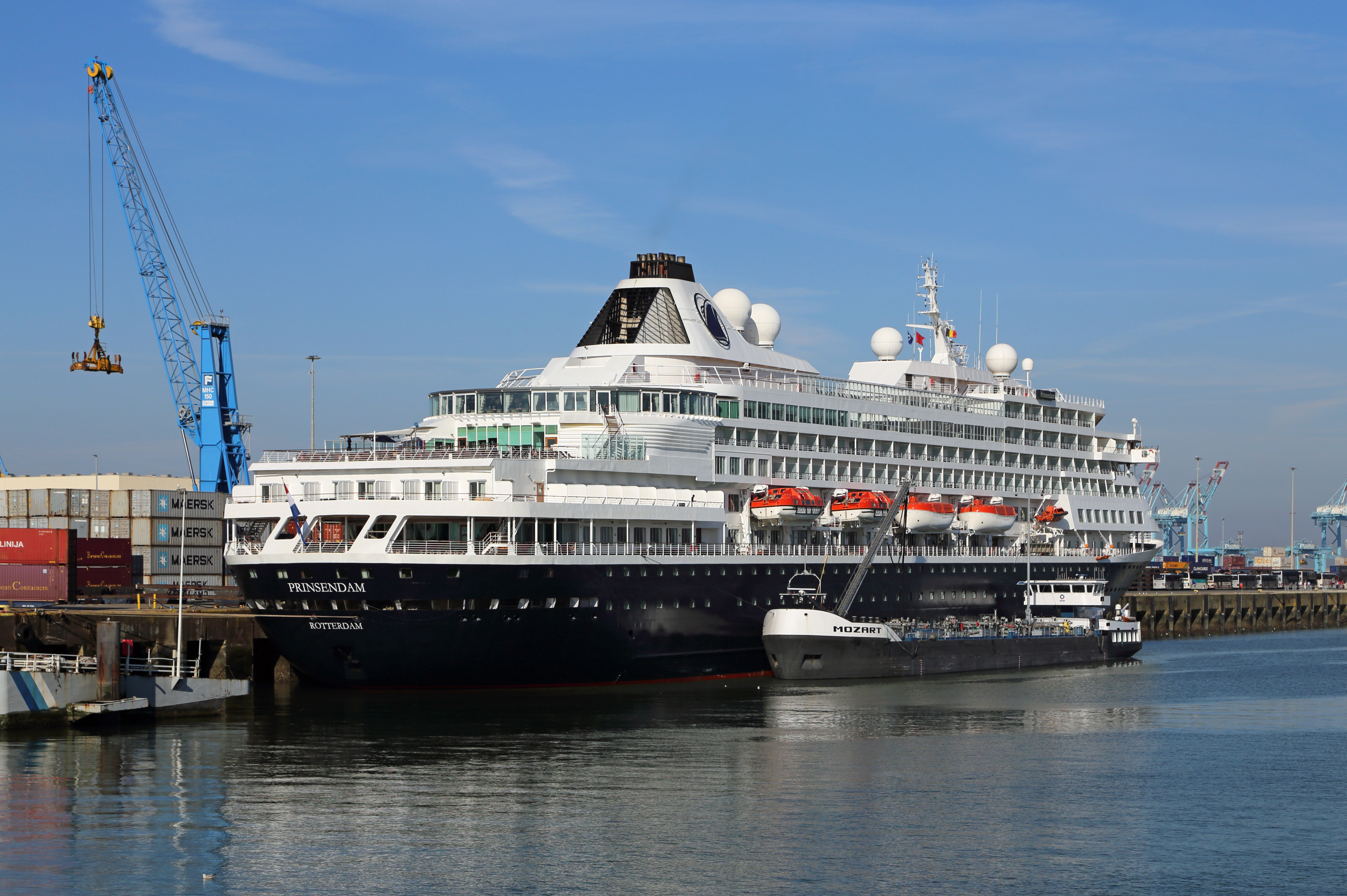
Het Nederlandse cruiseschip Prinsendam wordt van brandstof voorzien door het Belgische bunkerschip Mozart in de haven van Zeebrugge.

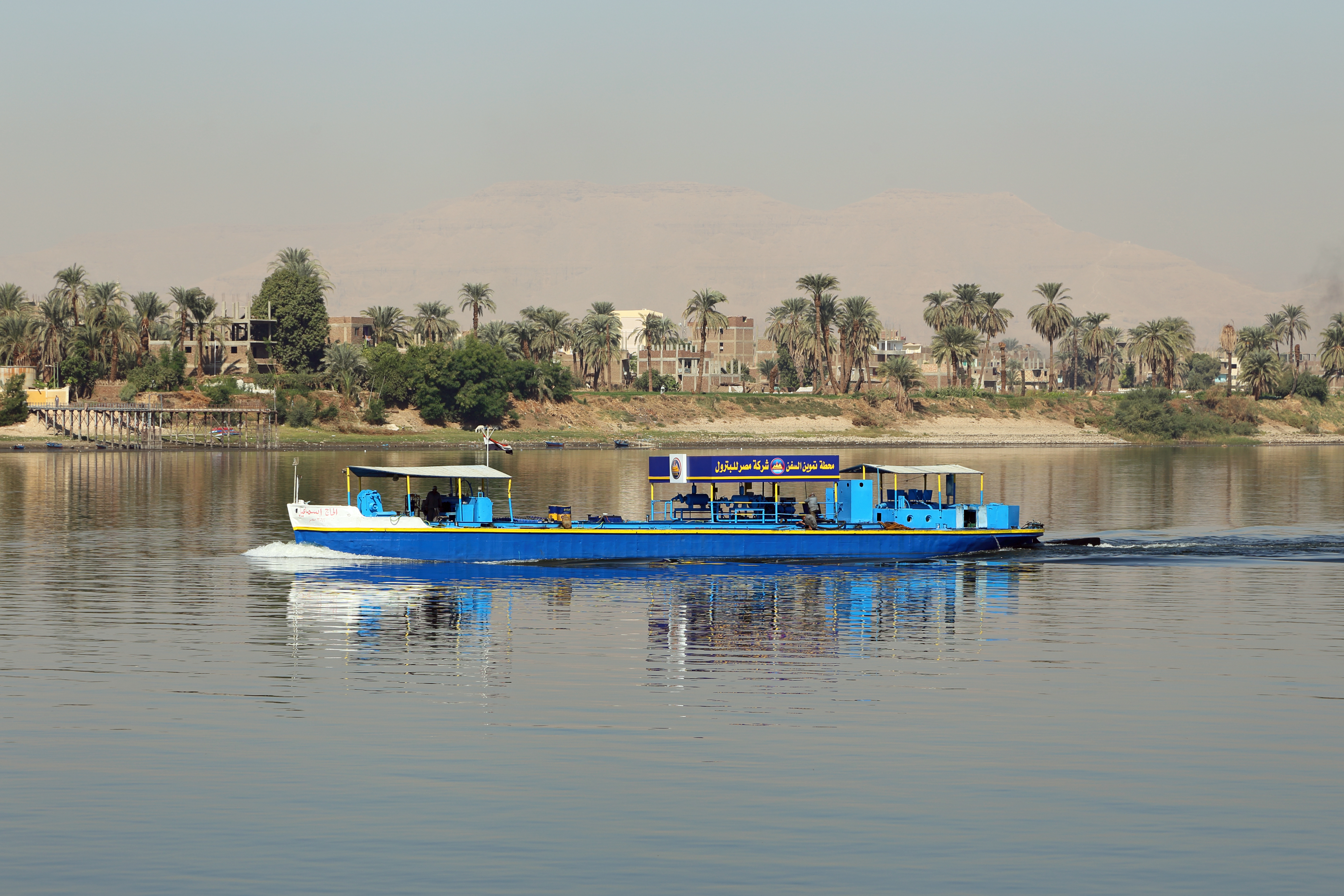
Bunkerschip op de Nijl bij Luxor, Egypte.

Bunkeren is het leveren van brandstof aan schepen. Het omvat ook het management aan boord om de brandstof in de geschikte tanks te pompen.
De term dateert vanuit de tijd van de stoomschepen waarbij de brandstof, kolen, in de bunkers werd opgeslagen. Vandaag wordt de term bunkeren in het algemeen toegepast op de opslag van aardolie producten in tanks, en het hele gebeuren rond het bevoorraden van schepen. Bunkeroperaties gebeuren in zeehavens en omvatten de opslag van "bunker" scheepsbrandstof en de voorziening van brandstof naar schepen.
Bunkeren is een scheepsoperatie die zeker niet zonder gevaar is en permanent moet worden gecontroleerd door de scheepswerktuigkundigen die aan boord van het schip werken. Vooraleer te beginnen met bunkeren wordt er ook steeds een staal genomen van de brandstof in geval van fraude. Er bestaan namelijk veel verschillende scheepsbrandstoffen en indien de verkeerde wordt geladen, kan dit leiden tot grote schade in de machinekamer aan de motoren. Meestal gebeurt het bunkeren via een kleiner bunkerschip dat langszij komt wanneer het schip ten anker ligt of in de haven. Het bunkerschip wordt dan via haar eigen meerlijnen en niet die van het grote schip vastgemaakt en nadien wordt een flexibele laadbuis geconnecteerd. Bij kleinere schepen is het echter ook mogelijk om via tankwagens en een vrachtwagen, het schip vanaf de kade te bunkeren met de gevraagde brandstoffen.

## Verschillende soorten bunkerbrandstof
Bij bunkeren gaat het uiteraard niet altijd om dezelfde soorten van brandstof. Net zoals je bij auto's verschillende motoren en dus ook brandstoffen hebt, geldt dit ook bij schepen. De meest voorkomende brandstoffen die gebunkerd worden staan hieronder opgesomd.
- Zware stookolie
- Dieselolie
- Scheepsgasolie
- Smeerolie
- LNG-brandstof

## Bunkeren in het verleden
Ten tijde van de RMS Titanic, was het bunkeren van schepen een operatie waar ontzettend veel mankracht voor nodig was. De hoofdbrandstof was in die tijd steenkool en niet zware stookolie. Deze kolen werden met schop en kruiwagen in de zogenaamde kolenbunkers van schepen geladen. Dit was een proces dat wel een week kon duren. Het laden van kolen was in die tijd reeds een gevaarlijke procedure daar de kolen spontaan konden ontbranden. Door het feit dat de kolen op één grote hoop werden gelegd, begon de kern van de kolenhoop op te warmen. Door die opwarming ontstond dan een chemisch proces waardoor de kolen nog meer opwarmden en uiteindelijk spontaan in brand schoten. Bij zo een brand was het dan de boodschap het zo snel mogelijk te blussen door de kolen open te leggen en ze zo hun warmte te laten verliezen. Op de schepen waren speciale gaten voorzien in de romp om de kolen sneller naar binnen te kunnen laden. De bunkers van de kolen bevonden zich steeds naast de stoomketel om de tijd van de bunkers naar de stoomketel zo kort mogelijk te houden en niet te ver met het steenkool doorheen het schip hoeven te gaan.

## Bunkeren in maritiem recht
In vele maritieme contracten, zoals charterpartijen, contracten voor overzees vervoer van goederen, en mariene verzekeringen, is de scheepseigenaar of reder verplicht ervoor te zorgen dat het schip zeewaardig is. Zeewaardig wil niet enkel zeggen dat het schip in goede staat is en competente bemanning aan boord heeft, maar bijvoorbeeld ook voldoende gebunkerd is aan het begin van haar reis. Als de reder beslist om "en route" te bunkeren, dan moet dit in een vooropgesteld contract vastgelegd worden. Als het schip in het midden van de oceaan zonder brandstof valt, is dit een grote schending van het contract en mag de verzekeraar zijn beleid annuleren. Evenals mag de bevrachter een cargoclaim opstellen. In extreme gevallen kan het leiden tot een bergingsoperatie van het schip.

## "Bunkeren" als diefstal
Vooral in Nigeria, is "bunkeren" ook gekend als het heimelijk overhevelen of verdelen van olie uit pijpleidingen en opslagfaciliteiten. Bunkeren op deze manier is in vele gevallen met weinige voorzichtigheid gedaan en zorgt dikwijls voor ongelukken en vervuiling.